# M2 Bradley

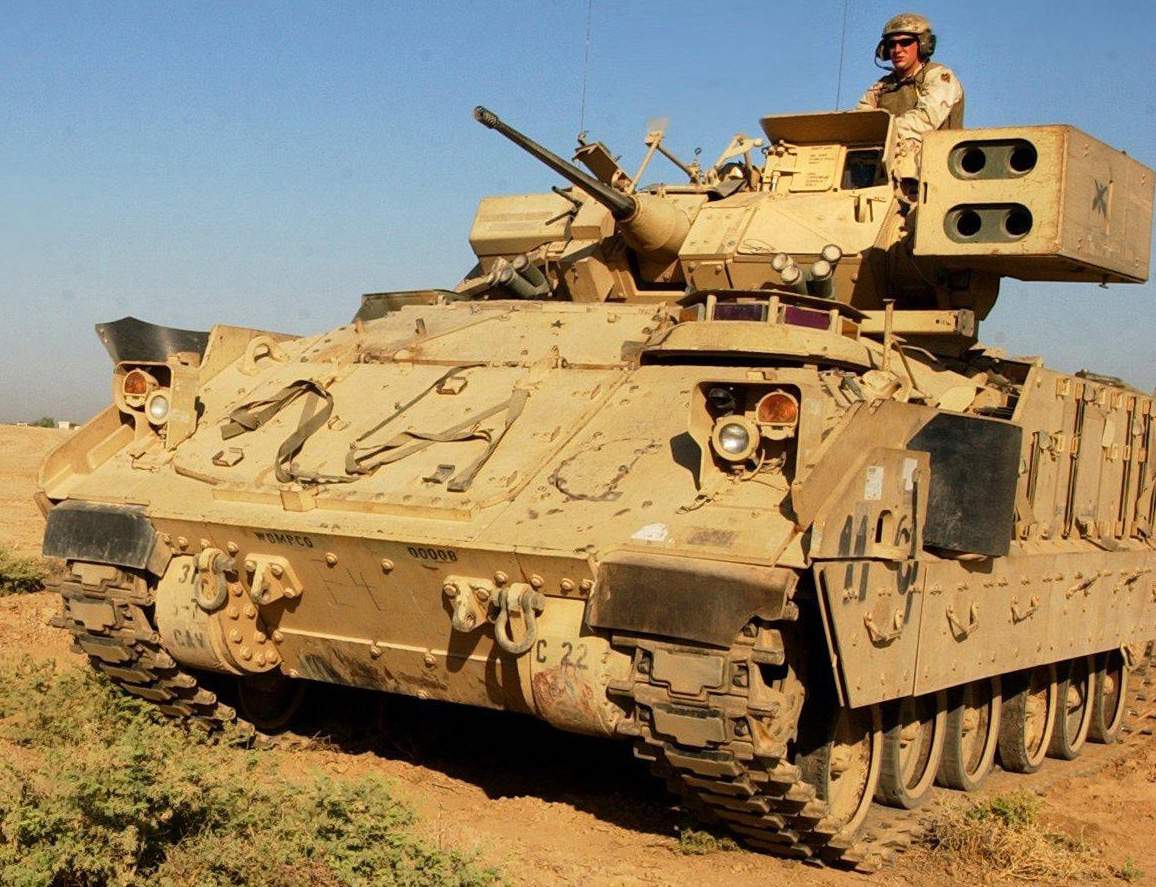
M6 Linebacker

M2 Bradley – amerykański gąsienicowy bojowy wóz piechoty opracowany i produkowany przez amerykańską firmę FMC Corporation (obecnie BAE Systems). Wóz nazwano na cześć gen. Omara N. Bradleya – jednego z głównych dowódców amerykańskich podczas II wojny światowej.

## Historia
Pierwszą próbę wprowadzenia BWP do uzbrojenia US Army podjęto w latach 60. XX wieku. Powstał XM701 (MICV-65) zbudowany na podwoziu działa samobieżnego M107/M110. Rozwój tego wozu został zakończony na etapie prototypu, ponieważ uznano, że podwozie to jest zbyt duże. W 1967 roku powstał BWP XM765 rozwinięty z transportera opancerzonego M113, ale także on nie został przyjęty do uzbrojenia (był produkowany na eksport i znalazł się na uzbrojeniu kilku armii, m.in. holenderskiej).
W 1972 w USA ogłoszono kolejny konkurs na projekt BWP. Ze zgłoszonych ofert wybrano projekty firm Chrysler Corporation, FMC Corporation i Pacific Car and Foundry. W listopadzie tego roku podpisano kontrakt na budowę prototypów z firmą FMC. W lecie 1976 roku odbyły się próby prototypów oznaczonych jako XM723. Testy poligonowe wykazały konieczność wprowadzenia w projekcie kilku zmian, z których najważniejszymi były:
- wzmocnienie uzbrojenia poprzez zastąpienie działka 20 mm działkiem kalibru 25 mm i dodanie wyrzutni przeciwpancernych pocisków kierowanych;
- przystosowanie pojazdu do pokonywania przeszkód wodnych z marszu;
- montaż gniazd umożliwiających prowadzenie ognia z wnętrza przedziału desantowego (ponieważ standardowy karabin szturmowy M16 był za długi, aby posługiwać się nim z wnętrza przedziału bojowego, skonstruowano specjalny karabin M231 FPW, przeznaczony do montażu w gniazdach strzeleckich przedziału desantowego).

Uznano także, że nowy BWP może po modyfikacji spełniać rolę bojowego wozu rozpoznawczego, co doprowadziło do zakończenia prac nad wozami od podstaw projektowanymi do tych zadań.
W 1976 nazwę programu opracowywania nowego wozu zmieniono na Fighting Vehicle System. W ramach programu miały powstać dwa pojazdy BWP XM2 Bradley i BWR XM3 Devers. W 1977 dołączono także wymaganie, aby na podwoziu nowego wozu możliwe było zbudowanie samobieżnej wyrzutni MLRS.
W grudniu 1978 roku armii dostarczono pierwsze dwa pojazdy XM2. W następnym roku dostarczono następne sześć pojazdów. Były one testowane razem z czołgami M1 Abrams. Po testach w 1979 roku pojazd został przyjęty do uzbrojenia i otrzymał finalne oznaczenie M2. W 1980 roku US Army zamówiła pierwsze 100 wozów seryjnych. Pierwsze z nich zostały przekazane armii w maju 1981 roku (terminu dostawy udało się dotrzymać pomimo 3-miesięcznego strajku w zakładach FMC). Do końca 1981 roku dostarczono 400 wozów M2. W latach 1982–1984 dostarczano po 600, w 1985 710, a 1986 900 pojazdów. Pierwszy batalion wyposażony w M2 osiągnął gotowość bojową w marcu 1983 roku.
W 1986 roku powstała zmodernizowana wersja M2A1 mająca możliwość odpalania nowszych wersji ppk TOW. W 1988 rozpoczęto modyfikację już wyprodukowanych egzemplarzy do standardu M2A2. Zmodernizowane pojazdy otrzymały dodatkowe opancerzenie, co zwiększyło odporność wozów na ostrzał, ale wozy M2A2 utraciły możliwość pływania. Dodatkowe opancerzenie zasłoniło także boczne gniazda strzeleckie przedziału desantowego. W 2000 roku wozy przeszły kolejną modernizację do standardu M2A3; nowy wariant miał ponownie wzmocnione opancerzenie oraz zmodernizowaną elektronikę.

## Wersje i pojazdy pochodne
- XM723 – pierwszy prototyp uzbrojony w działko 20 mm.
- M2 – bojowy wóz piechoty produkowany w wersjach:
  - M2A0 – pierwsza wersja produkowana od 1982 roku. Uzbrojona w ppk BGM-71 TOW. Silnik o mocy 500 KM i manualną skrzynię biegów. W przedziale desantowym miejsce dla 7 żołnierzy. Obecnie wozy tej wersji zostały zmodernizowane do standardu M2A2.
  - M2A1 – wersja zmodernizowana mająca możliwość odpalania ppk BGM-71 TOW II oraz wyposażona w nowszy system obrony przed bronią masowego rażenia. Od 1992 roku wozy tej wersji były modernizowane do standardu M2A2.
  - M2A2 – wersja wyposażona we wzmocniony pancerz. Dodatkowo możliwy jest montaż pancerza reaktywnego. Dodatkowe opancerzenie zasłoniło boczne gniazda strzeleckie. Wzrost masy spowodował utratę zdolności pływania i wymusił zastosowanie silnika o mocy 600 KM. Wóz wyposażony w automatyczną skrzynię biegów.
    - M2A2 ODS/ODS-E – wozy M2A2 wyposażone dodatkowo w dalmierz laserowy bezpieczny dla oczu, system nawigacyjny oraz system zakłócania systemów termowizyjnych. Dodatkowym wyposażeniem tej wersji jest terminal Battlefield Command Information System ułatwiający wymianę informacji taktycznych pomiędzy wozami.

  - M2A3 – zmodernizowane wozy z ulepszoną elektroniką i ponownie zwiększonym opancerzeniem.
  - Bradley Stinger Fighting Vehicle – wozy służące do przewożenia obsługi rakiet przeciwlotniczych FIM-92 Stinger.
- M3 Bradley Cavalry Fighting Vehicle – bojowy wóz rozpoznawczy. W przedziale desantowym w miejscu stanowisk żołnierzy desantu znajdują się stanowiska dwóch zwiadowców.
- M6 Linebacker – wersja mająca zamiast wyrzutni ppk poczwórną wyrzutnię rakiet Stinger.

## Opis konstrukcji
M2 Bradley jest bojowym wozem piechoty przeznaczonym do wsparcia czołgów. Jest zdolny do przewożenia piechoty, zapewniając jej zabezpieczenie przed pociskami broni ręcznej oraz wsparcie, gdy przystępuje ona do działania poza pojazdem. M2 stanowi wyposażenie piechoty zmechanizowanej. M2 i M2A1 może być używany jako amfibia z marszu, bez specjalnego przygotowania, wersje późniejsze nie są w stanie pływać.
Załogę M2 tworzy dowódca, działonowy, kierowca i siedmiu (w nowszych wersjach sześciu) żołnierzy desantu. Kierowca zajmuje miejsce w przedziale kierowania, działonowy i dowódca w wieży, a żołnierze desantu w tylnej części pojazdu.
Kadłub M2 tworzy sztywną, samonośną skrzynię zespawaną z blach aluminiowych. W przedniej części kadłuba znajdują się przedziały kierowania i napędowy. Silnik znajduje się obok kierowcy. W środkowej – przedział bojowy z wieżą, a w tylnej przedział desantu.
Kierowca zajmuje miejsce w przedziale kierowania po lewej stronie silnika przez właz otwierany do tyłu. Stanowisko kierowcy jest wyposażone w cztery peryskopy – przez trzy z nich obserwowany jest teren przed pojazdem, czwarty umożliwia obserwację terenu na lewo od wozu. Peryskop centralny może być zastąpiony noktowizorem Litton Electro-Optics AN/VVS-2 o polu widzenia 90°×35°, głębi ostrości od 4 m do nieskończoności i wzmocnieniu światła szczątkowego ponad 25 tys. razy.
Wieża jest przesunięta w prawo od osi wzdłużnej wozu. Dowódca i działonowy mają indywidualne włazy w stropie otwierane do tyłu – dowódca prawy, działonowy lewy. Działonowy posługuje się zintegrowanym celownikiem optyczno-termowizyjnym firmy Raytheon (Bradley Integrated Sight Unit w skrócie ISU) o powiększeniu x4 i x12 oraz dwoma peryskopami. Dowódca ma do dyspozycji 7 peryskopów.
ISU Bradleya ma dwa tryby: dzienny i termiczny (powiększenia to 4x oraz 12x) ISU ma również dalmierz laserowy (w nowszych wersjach dalmierz z laserem bezpiecznym dla oczu) pozwala on automatycznie nanosić poprawki na odległość.
W wieży znajduje się zasadnicze uzbrojenie wozu: 25 mm armata M242 Bushmaster firmy Boeing (dawniej McDonnell Douglas). Armata jest naprowadzana na cel i stabilizowana w dwóch płaszczyznach, za pomocą układów elektrycznych. Do strzelania z niej stosuje się naboje z pociskiem przeciwpancernym podkalibrowym ze smugaczem (M791 APDS-T) oraz odłamkowo-burząco-zapalającym ze smugaczem (M792 HEI-T) lub typu Oerlikon. W gotowości do natychmiastowego użycia jest 300 nabojów, natomiast dalszych 600 znajduje się w magazynach amunicyjnych. Po strzale łuski są automatycznie wyrzucane na zewnątrz pojazdu. Armata M242 ma system podwójnego zasilania. Standardowa szybkostrzelność wynosi 100 lub 200 strz./min., a maksymalna 500 strz./min.
Uzbrojenie dodatkowe wozu składa się z karabinu maszynowego M240C kalibru 7,62 mm (sprzężonego z armatą) i dwuprowadnicowej wyrzutni przeciwpancernych pocisków kierowanych BGM-71 TOW (opracowanej przez firmę Hughes Aircraft Corporation), którą montuje się na lewej zewnętrznej ścianie wieży. Kąt podniesienia wyrzutni można ustawiać w przedziale od -20 do +30°. Ppk TOW ma głowicę kumulacyjną i jest napędzany dwuzakresowym silnikiem na paliwo stałe. Jego zasięg wynosi 3,75 km, a prędkość - 306 m/s (0,92 Ma). Bradley przewozi 7 pocisków TOW, w tym 2 w wyrzutni. Początkowo były to BGM-71B, później wersja BGM-71C (Improved TOW). Po odpaleniu pocisku automatycznie podnoszą się jego skrzydła i powierzchnie sterowe. Przez cały czas lotu strzelec utrzymuje krzyż celownika optycznego na celu, a nadajnik rakiety emituje sygnał w podczerwieni, który jest odbierany przez układ celowniczy. Sygnały korygujące lot są przesyłane do układu sterowania pocisku za pomocą dwużyłowego przewodu, rozwijanego z dwóch szpul z wnętrza rakiety, połączonego z pulpitem strzelca.
Z przodu wieży są mocowane wyrzutnie granatów dymnych M257 (2×4). Poza nimi wóz wyposażony jest w termiczną aparaturę dymotwórczą.
Przedział desantowy znajduje się w tylnej części wozu i mieści siedmiu żołnierzy (w nowszych wersjach sześciu) na indywidualnych siedziskach. Żołnierze obserwują teren przez indywidualne peryskopy, a sześciu z nich może prowadzić ogień z wnętrza transportera przy pomocy M231FPW przez strzelnice w każdej burcie i w ścianie tylnej (od wersji M2A2 Bradley ma tylko dwa otwory strzelnicze w tylnej ścianie wozu). Wóz przewozi 2520 lub 4200 szt. amunicji do automatycznej broni załogi (karabinów M16). Jeden z dwóch siedzących po lewej stronie żołnierzy ma fotel na wysokości wieży (w nowszych wersjach stanowisko to zostało zlikwidowane), dwóch kolejnych siedzi po stronie prawej, a trzech z tyłu (w nowych wersjach żołnierze siedzą na siedziskach przymocowanych do ścian BWP, twarzami do siebie). W tylnej ścianie umieszczona jest napędzana hydraulicznie rampa przez którą żołnierze opuszczają pojazd. W rampie umieszczone są otwierane ręcznie drzwi, a w stropie właz.
Napęd M2 stanowi 8-cylindrowy, czterosuwowy, wysokoprężny, turbodoładowany, chłodzony cieczą silnik Cummins VTA-903T. Silnik ma moc 368 kW (500 KM) przy 2600 obr./min. Moc z silnika na koła napędowe (znajdujące się w przedniej części pojazdu koła napędowe) jest przenoszona przy pomocy hydromechanicznego układu przeniesienia mocy HMTP-500 opracowanego przez Lockheed Martin Defense Systems (obecnie General Dynamics Land Systems). Zespół napędowy HMPT-500 wraz z silnikiem wykonano w postaci zintegrowanego bloku. Ma on m.in. dwie przekładnie hydrostatyczne, przekładnie sumujące, mokre tarczowe hamulce główne. Dzięki niemu możliwa jest płynna i bezstopniowa zmiana przełożeń zespołu oraz skręt z dowolnym promieniem.
Zawieszenie indywidualne zawiera dwanaście (2×6) wałków skrętnych z wahaczami oraz osiem amortyzatorów hydraulicznych dwustronnego działania (przy pierwszej, drugiej, piątej i szóstej pary kół nośnych). Z tyłu pojazdu znajdują się koła napinające. Pojazd ma dwie gąsienice o szerokości 533 mm i rozstawie 2970 mm. Gumowo-metalowe gąsienice zaopatrzono w dodatkowe, wymienne nakładki gumowe. Ich górne gałęzie są podparte na czterech (2×2) rolkach podtrzymujących.
Bradley jest wozem pływającym, wymagającym jednak wcześniejszego przygotowania. Napęd na wodzie jest realizowany przez przewijanie gąsienic. W celu zwiększenia wyporności pojazdu na czas forsowania przeszkód wodnych do górnych krawędzi kadłuba montuje się dodatkowe ekrany.
Maksymalna prędkość jaką rozwija Bradley na drodze to 66 km/h, a podczas pływania 7,2 km/h.
Pancerz wozu, o zróżnicowanej grubości, wykonano ze spawanych płyt stalowych i aluminiowych oraz dodatkowej warstwy ochronnej z tworzyw sztucznych.
Stanowiska dowódcy, działonowego i kierowcy wyposażono w układ filtracji powietrza. Żołnierze desantu, w przypadku użycia broni masowego rażenia, muszą korzystać z własnych masek.

## Zastosowanie bojowe
Podczas I wojny w Zatoce Perskiej M2 i M3 Bradley zniszczyły więcej irackich pojazdów opancerzonych niż czołgi M1 Abrams. 20 pojazdów uległo zniszczeniu; 3 w walce i 17 z powodu pomyłkowego ostrzału własnych oddziałów (tzw. friendly fire). Skutkiem tych wypadków było dodanie do pojazdów urządzeń umożliwiających identyfikację m.in. w podczerwieni.
Podczas operacji Iraqi Freedom Bradley okazał się wrażliwy na ataki ze strony Irakijczyków, które powodowały unieruchamianie pojazdów z powodu uszkodzenia układu jezdnego lub napędowego. W takich wypadkach nie notuje się jednak dużych strat wśród załóg, ponieważ w razie uszkodzenia pojazdu procedura w pierwszej kolejności przewiduje ewakuację załogi. Do 2006 całkowitemu zniszczeniu uległo 50 pojazdów.